# Далай-лама II
Далай-лама II (*དགེ་འདུན་རྒྱ་མཚོ, 1475 — 1542) — релігійний діяч середньовічного Тибету, лідер ламаїстів.

## Життєпис
Походив з селянської родини, прихильників тантризму напрямку нгакпа. Народився у м. Шигацзе. Йому було тільки три роки, коли батьки взяли його в монастир Таші Лхумпо і хлопчик, увійшовши до головної зали, тут же зайняв місце Ґендуна Друпа (Далай-лами I) і навіть назвав по імені кількох ченців.
У 1486 році склав обітницю послушника, яку прийняв панчен-лама Лунріг Гьяцо. Згодом став ченцем під іменем Ґедюн Ґ'яко. У 1487 році відбулася інтронізація головою монастиря Таші Лхумпо. Близько 1491 року через розбіжності з найближчим оточенням залишив монастир та перебрався до Лхаси, де навчався у монастирі Дрепунг. У 1487 році, пройшовши відповідне випробування, був визнаний втіленням (реінкарнацією) колишнього далай-лами.
Після цього подорожував Тибетом, уславившись як релігійний знавець та автор містичної поезії. Згодом очолив монастир Ґелуґ, що зрештою став базою Далай-лам. У 1509 році заснував монастир Чохорґьял на висоті 4500 км (неподалік озера Лхасо Лацо).
У 1512 році очолив монастир Таші Лхумпо. У 1517 році водночас обирається головою монастиря Дрепунг. У 1518 році влаштував молитвене свято монастирів Сера, Дрепунг, Ґаден. У 1525 році додатково очолив монастир Сера. Своєю ставкою обрав монастир Дрепунг. Помер в цьому монастирі під час медитації у 1542 році.